# ジョージ・トロフィモフ
ジョージ・トロフィモフ（George Trofimoff, 1927年3月9日 - 2014年9月9日）は、アメリカ合衆国の軍人。ロシア系アメリカ人。アメリカ陸軍に情報将校として勤務していたが、1970年代から1980年代にかけてソビエト連邦のスパイとして活動していた。2001年9月27日、アメリカ合衆国連邦裁判所はトロフィモフに終身刑を言い渡した。アメリカ軍人としての最終階級は大佐。アメリカ軍の歴史において、トロフィモフは1917年スパイ法のもとで裁かれた者のうち最高階級の将校である。

## 経歴
1927年、ヴァイマル共和国時代のベルリンにて生を受ける。父方の祖父ウラジーミル・イワノヴィチ・トロフィモフ准将（Vladimir Ivanovich Trofimoff）はロシア帝国陸軍の参謀将校だったが、1919年にチェーカーによって逮捕・銃殺された。父ウラジーミル・ウラジーミロヴィチ・トロフィモフ（Vladimir Vladimirovich Trofimoff）はロシア帝国陸軍幼年学校（帝国軍高級将校の子息向け近衛士官学校）出身者であり、ロシア革命には白軍少佐として従軍した。母エカテリーナ・カルタリ（Ekaterina Kartali）は、1926年にトロフィモフ少佐と結婚するまでコンサートピアニストとして活動していた。
1928年に妻が死去した後、トロフィモフ家は絶望的な貧困に苦しむこととなる。その為、トロフィモフ少佐は友人の白系ロシア人夫婦ウラジーミル・シャラホフ（Vladimir Sharavov）とアントニーナ・シャラホフ（Antonina Sharavov）にしばらく息子を預けることにした。シャラホフ家にはアントニーナが前夫との間にもうけた息子イーゴリ・ウラジミロヴィチ・ズーゼミールがあった。トロフィモフは後年になっても、ズーゼミールのことを「我が兄弟」（my brother）と呼んでいた。
1943年、トロフィモフ少佐は再婚し、これに合わせて息子を呼び戻した。ところが連合国軍によるベルリン空襲がまもなく激化した為、一家は再び離れ離れとなってしまった。その後、ジョージ・トロフィモフはアメリカ陸軍将校として占領地ドイツを再訪する1949年まで家族と再会することができなかった。
1944年秋、ジョージ・トロフィモフはドイツ陸軍からの招集を受ける。しかし彼はこれに応じず、終戦までチェコスロバキアのプルゼニに潜伏していた。その後、進駐してきた赤軍による逮捕を逃れるべく、アメリカ占領区域へと移った。
しばらくは米陸軍のもとで通訳として働いていたが、やがて不正な手段を用いてパリに移った。ここで彼は父や祖父の名に助けられ現地の白系ロシア人コミュニティの一員となった。まもなくしてトロフィモフはアメリカへの移住希望者を募り、1947年12月にはKLMオランダ航空を利用しアムステルダムからニューヨーク市へ渡った。
1948年にはアメリカ陸軍に入隊し、1953年には陸軍予備役に割り当てられた。1956年には陸軍を名誉除隊し、1987年には陸軍予備役からも大佐の階級で退役している。1959年から1994年にかけて、トロフィモフは陸軍軍属として情報関連の業務に割り当てられ、ラオス王国や西ドイツにて勤務した。

## スパイ活動

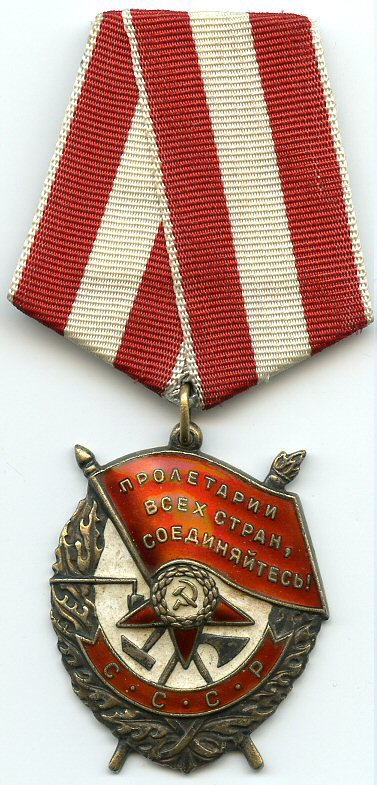
赤旗勲章

アメリカ陸軍将校としての勤務を通じ、トロフィモフは極秘（Secret）および最高機密（Top Secret）にアクセスする為のクリアランスを有していた。1969年、ニュルンベルク合同尋問センター（Nuremberg Joint Interrogation Center, JIC）のアメリカ陸軍部主任に着任する。JICはアメリカ、フランス、西ドイツの情報機関が共同で運営する施設で、その目的はソ連邦を始めとするワルシャワ条約機構各国からの亡命者や難民を取り調べて東側の情報を収集することだった。主任たるトロフィモフ大佐はJICにてアメリカ陸軍が収集または作成した全ての機密情報を閲覧する権限を有していた。
後の起訴内容によれば、トロフィモフはJICにおける最高位のアメリカ軍人となった後、イゴール・ズーゼミールと再会し、彼を通じて交友関係を広げたという。当時、ズーゼミールはイリネイ（Iriney）という修道士名でロシア正教会の修道司祭および主教として活動していた。そしてトロフィモフがしばしば金銭面で問題を抱えていたことを知ったズーゼミールは、彼に「KGBの仕事」を依頼した。この起訴においては、KGBはソ連邦国内外で活動するモスクワ総主教庁の聖職者らの中にズーゼミールのような協力者を複数確保していたとされている。
当時、ズーゼミールは補佐主教（auxiliary bishop）として西ドイツのミュンヘンに派遣されていたが、1975年にはオーストリアのウィーンにて府主教に就任した。以後、1999年に死去するまでこれを務めた。
1960年代を通じ、トロフィモフとズーゼミールは頻繁に顔を合わせ、親密な個人的関係を維持した。1999年、トロフィモフはFBI覆面捜査官との会話の中でズーゼミールとのやり取りについて次のように語った。

……あれは70年代のことだ。だが、非常にくだけた会合だった。写真もないし、ただ話しただけだ。彼が何か訪ね、私が何か応える──言語情報だ。彼は最近の出来事についていくつか質問を持ってくる。まず、これはわれわれ2人きりでの会話だった。彼はその出来事について私自身の意見を聞いた後、さらにこう尋ねるのだ。「それで、君の部隊ではそいつをどう考えているんだ？」、あるいは「アメリカ政府はそいつをどう考えている？」と。
ズーゼミールの行動に不信感を抱かなかったかと尋ねられた時には次のように応じた。
いや、最初はまったく疑わなかった。私は金が必要だと言ったんだ。それから、妻が買った家具の代金も払えないし、どうやって金を稼げばいいかわからないと。彼は「それじゃ、私が貸してやろう」と言ってくれた。それから確か5,000マルク程度の金を貸してくれたのだが十分ではなく、3、4週間後にまた彼に会って「もう一度助けてくれないか。機会があれば必ず返すから」と話したわけだ。で、この件は終わった。その後も彼とは何度も話した。いつも楽しかったよ。それから、彼はこう切り出したのさ。「さて、それで、何の話かはわかっているだろうね。君は私に金についての借りはない。それに、もっと必要なら用意してやることもできる。心配しなくていい。少しあれこれと仕事をして欲しいのさ」と。これが始まりだったわけだ。
1999年の会談において、トロフィモフ大佐は自宅へ持ち帰ることができた機密文書全てを特殊カメラと三脚で撮影し、その写真を日常的に持ち出していたと語った。彼によれば、これらの機密文書はオーストリアにて接触するKGBエージェントに引渡していた。一方、元KGB少将オレグ・カルーギンによれば、コードネーム「侯爵」（Markiz）ことトロフィモフ大佐は、常にズーゼミールを通じて報酬を受け取っていたという。
さらにトロフィモフが語ったところによれば、ズーゼミールから週あたり通常7,000マルク程度の給与を受け取っていた。この給与は全て使用済み紙幣で支払われており、またトロフィモフが自宅の頭金を支払うために大金が必要だと話した時、ズーゼミールは一度モスクワへ向かい、90,000マルクを持って戻ってきたという。これは当時の金額で40,000米ドルに相当する。
2001年、カルーギンは1978年にズーゼミールを自分のダーチャに招いた旨を宣誓ののち証言し、「彼はいい仕事をした。特に"侯爵"を採用した件だ。彼が手がけた仕事に感謝したい」と語った。
1999年、トロフィモフは1987年にズーゼミールからKGBの仕事をやめるよう命じられたため、命令通り「カメラをハンマーで叩き壊し、遠くのゴミ箱に投げ入れた」と証言した。
ドイツ連邦刑事局（BKA）、アメリカ連邦捜査局（FBI）、およびアメリカ検察当局は、トロフィモフがスパイ活動を通じて250,000米ドル以上の報酬を受け取っていたと主張している。また、カルーギンによればトロフィモフは、ソ連邦における「危険な任務への従事と勇敢に対する最高級軍事勲章」である赤旗勲章を受章しており、カルーギンは「結局、彼はそれに値する働きを果たしたのだ」としている。

## ドイツでの逮捕
1992年、元KGB職員ワシリー・ミトロヒンが大量の極秘文書（ミトロヒン文書）とともにイギリスへと亡命した。この中には「侯爵」の活動について述べられているものもあった。ミトロヒン自身は「侯爵」の名を知らなかったが、漠然とした人物像を描くことはできた。また、「侯爵」に関する文書はその身分について「高位のアメリカ人情報将校」としており、ロシア正教会の聖職者が連絡員を務めている旨も記されていた。
1994年12月14日、トロフィモフ大佐とズーゼミールはBKAによって逮捕された。拘束後、トロフィモフは上官からセキュリティクリアランスの取り消しと年金の抹消を告げられた。2人は予備審問のために連邦裁判所所属の裁判官ベルンハルト・ボーデ博士（Bernhard Bode）の元へと送られた。ズーゼミールはトロフィモフに金を貸したことを認めたものの、KGBの関与については否定した。ただし、教会内でKGBが活動していたであろうという点については認めている。また、家政婦グードゥラ・ウォーカー（Gudula Walker）との間に「非常に強力な個人的関係」があったことも認めた。
ドイツの防諜法では5年を時効期間と定めているため、ボーデ博士は告訴手続きを却下した。これによって2人は釈放された。トロフィモフ大佐の5番目の妻であるユッタ・トロフィモフ（Jutta Trofimoff）は、夫の逮捕を受けて非常に困惑したという。彼女は後に次のように回想している。

ジョージのスパイ活動について、私は何も知りませんでした。彼が逮捕された時は心底驚いて、家に帰ってきた朝には何があったのか正直に話してちょうだいと尋ねたのです。彼は「何もやってない。両親の墓に誓うよ」と答えました。私が疑いを持った時点で彼が真実を話していたなら、私はその場で離婚していたでしょう。

その後、トロフィモフ夫妻はドイツを離れ、フロリダ州メルボルンのゲーテッドコミュニティで退職者として暮らした。

## 退職後
フロリダ州に移った後、トロフィモフは病的な出費を繰り返すようになる。同じコミュニティの住民アンディ・バイヤーズ大佐（Andy Byers）によれば、トロフィモフはグルメ料理と高級ワインで隣人をもてなすことが好きだったという。トロフィモフ自身はのちにこの時期を回想し、次のように語った。

……だからして、私たちはかなりの借金をしていた。特にクレジットカードはとても使いやすかったものだから。私たちがこの落とし穴に落ちた責任は私にあると認めざるをえない。ユッタはいつも注意してくれていたのだが、私は聞く耳を持たなかった。ジレンマから抜け出すスマートな方法だと考えていたのだ。自宅を二番抵当に入れると一時的に負担の問題は解消されたが……結局はその場しのぎだった。

妻からの反対にもかかわらず、トロフィモフはクライスラー製の新車を購入するために借金を重ねた。その後、彼は少しでも借金返済の足しにするべく、地元のスーパーマーケットで働き始め、食料品の袋詰作業に従事した。
バイヤーズによれば、トロフィモフはしばしば「私の兄弟（ズーゼミール）は、自分が死ぬとき私のために金を残すと教えてくれた。金を送るのが難しくても教会を通じて必ず渡すと言っていた」と語っていたという。

## FBIによる捜査
FBI捜査官ディミトリ・ドロージンスキ（Dmitri Droujinsky）は1997年7月10日からトロフィモフに接触し始め、話し合いの場を持てないかと持ちかけた。ロシア系アメリカ人だったドロージンスキは、潜伏中の工作員をあぶり出すためにKGBエージェントを演じるスパイ捜査作戦にも従事した経験があった。また、1998年にはKGBおよびシュタージ（東独国家保安省）のためにスパイ活動を行っていた陸軍准尉ジェームズ・ホール3世から証言を引き出すことにも成功している。
ドロージンスキは「ロシア大使館付の対外情報庁（SVR）エージェント、イゴール・ガルキン（Igor Galkin）」という偽の身分でトロフィモフに接近した。彼はトロフィモフに対し、亡命した分析担当官がトロフィモフの個人ファイルの大部分を盗むか破壊するかしたのだと伝えた。そしてファイルを修復するために情報を提供してくれれば報酬を支払うと提案したのである。
トロフィモフは当初非常に懐疑的な態度を見せていたが、最終的にドロージンスキは信頼を勝ち取ることに成功した。1999年2月24日、トロフィモフはフロリダ州メルボルンのコンフォート・インにて「エージェント・ガルキン」と会談した。トロフィモフがKGBのための活動、そして自分の金銭的苦境を明かす一部始終はビデオテープで記録された。彼はこの中で自分の行いを正当化しようと次のように語った。

実はね、君。私はこう思っているんだ。私はロシア人だ、アメリカ人じゃない、と……アメリカ人であったことさえない。つまり、ただ……祖国への貢献だ……祖国の為にやったのだと、私は何度も言った。ボリシェヴィキの為でも、共産主義者の為でもなく。

会談の後、ドロージンスキはSVRからの支援を約束すること、ただしそれには時間が掛かることを伝えた。
2000年5月10日、5ヶ月間の沈黙を経て、ドロージンスキはトロフィモフに電話を掛けた。トロフィモフが「忘れられたのかと思った」と言うと、ドロージンスキは次のように話した。

いやいや。忘れてなんかいないさ、ジョージ。聴いてくれ、ジョージ、良いニュースがあるんだ……全て承認された……最後の手続きも完了した。それと、6月14日にタンパで会えるかい？……1週間前には電話するよ……正確な時間と場所を教えるために。

トロフィモフは深く感動した様子で、「ああ、イゴール。君は、ああ、命の恩人だ……頭を撃ち抜こうと考えていたんだ……すばらしい……本当にありがとう、さよなら」と応じた。
2000年6月24日、トロフィモフはタンパ国際空港ヒルトンホテルでFBIによりスパイとして逮捕された。彼がホテルを訪れたのは、「エージェント・ガルキン」から報酬$20,000を受け取るためだった。検事補のテリー・ファー（Terry Furr）は捜査を回想し、「ドロージンスキの仕事は見事だった。あの男は私が見た中で最高の覆面捜査官だ。彼のような男はいない……彼はベートーベンのような芸術家だよ」と語った。

## 裁判、有罪判決
2001年6月4日、タンパのサム・E・ギボンズ裁判所にてジョージ・トロフィモフ大佐の裁判が開廷した。
フロリダ州南部区の連邦検事補ドナ・ブッシェラ（Donna Bucella）は、トロフィモフがJICにて事実上全ての機密文書を閲覧しうるクリアランスを有していたことに触れ、そうした要因を考慮することにより、彼が行ったとされるスパイ活動の被害推定は深刻化したと述べた。
検察側証人として招かれたのは、KGB対外防諜部門の責任者だったオレグ・カルーギン元少将である。カルーギンは「侯爵」の名を知っているかと問われると、「ええ、もちろん。彼の名はジョージ・トロフィモフです」と明確に答え、さらにオーストリアで彼と会談したこともあると主張した。
別の証人として、かつてKGBのスパイとして活動していたクレイトン・ローンツリー元米海兵隊軍曹も招かれた。ローンツリーは自らのスパイとしての経験と、KGBによる協力者募集の手法について証言した。
2001年6月26日、フロリダ州タンパの連邦陪審はトロフィモフのスパイ活動について有罪判決を下した。陪審長マーク・キング（Mark King）は、仮にトロフィモフが潔白であるなら「ガルキン」に接触された時点でFBIに通報していただろうとコメントした。また、トロフィモフの態度についても「頻繁に嘘をついているようだった。彼の話は食い違っていた」と述べている。
弁護側は情状酌量を求めたが、トロフィモフには終身刑が言い渡された。
トロフィモフは連邦刑務所に収監された後も無罪を主張し続けていた。彼は自らが「常に忠実だった陸軍将校」であり、「46年半ないし47年間を祖国に捧げた愛国者」であると主張した。また、ドロージンスキ捜査官に対して行ったスパイ活動に関連する告白も撤回し、ロシア正教会から資金提供を受けるためにスパイになったことだけを認めるとした。トロフィモフはドロージンスキもまた同じ苦境に立たされたなら、同じ方法を選ぶと信じていると語った。

## 死去
2014年9月19日、トロフィモフは連邦刑務所内で死去した。

## 注・出典
1. ↑  Byers (2005), The Imperfect Spy: The Inside Story of a Convicted Spy. Page 8.
2. ↑  Byers (2005), pages 5-8.
3. 1 2  Byers (2005), page xiii.
4. ↑  Byers (2005), pages 15-16.
5. ↑  Byers (2005), pages 16-19.
6. ↑  Byers (2005), pages 17-31.
7. ↑  George Trofimoff Affidavit Archived 2008年6月27日, at the Wayback Machine.
8. ↑  Ириней (Зуземиль) Biography information on the web-site of the ROC
9. ↑  Byers (2005), pages 111-112.
10. 1 2  Byers (2005), page 112.
11. ↑  Byers (2005), page 114.
12. 1 2  Byers (2005), page 172.
13. ↑  Byers (2005), pages 113-114.
14. ↑  Byers (2005), page 80.
15. ↑  Byers (2005), page 82.
16. ↑  Byers (2005), page 83.
17. ↑  Byers (2005), page 88.
18. ↑  John O. Koehler, The Stasi: The Inside Story of the East German Secret Police, Westview Press, 1999. Pages 225-236.
19. 1 2  Byers (2005), page 126.
20. ↑  Byers (2005), page 105.
21. ↑  Byers (2005), page 169.
22. ↑  Byers (2005), pages 157-159.
23. ↑  Byers (2005), page 189.
24. ↑  Federal Bureau of Prisons Inmate Locator, Prisoner # 39090-018